# Cléon-d'Andran
Cléon-d'Andran is een gemeente in het Franse departement Drôme (regio Auvergne-Rhône-Alpes). De plaats maakt deel uit van het arrondissement Nyons. Cléon-d'Andran telde op 1 januari 2022 989 inwoners.

## Geografie
De oppervlakte van Cléon-d'Andran bedraagt 10,25 vierkante kilometer; de bevolkingsdichtheid is 90 inwoners per km² (per 1 januari 2019).

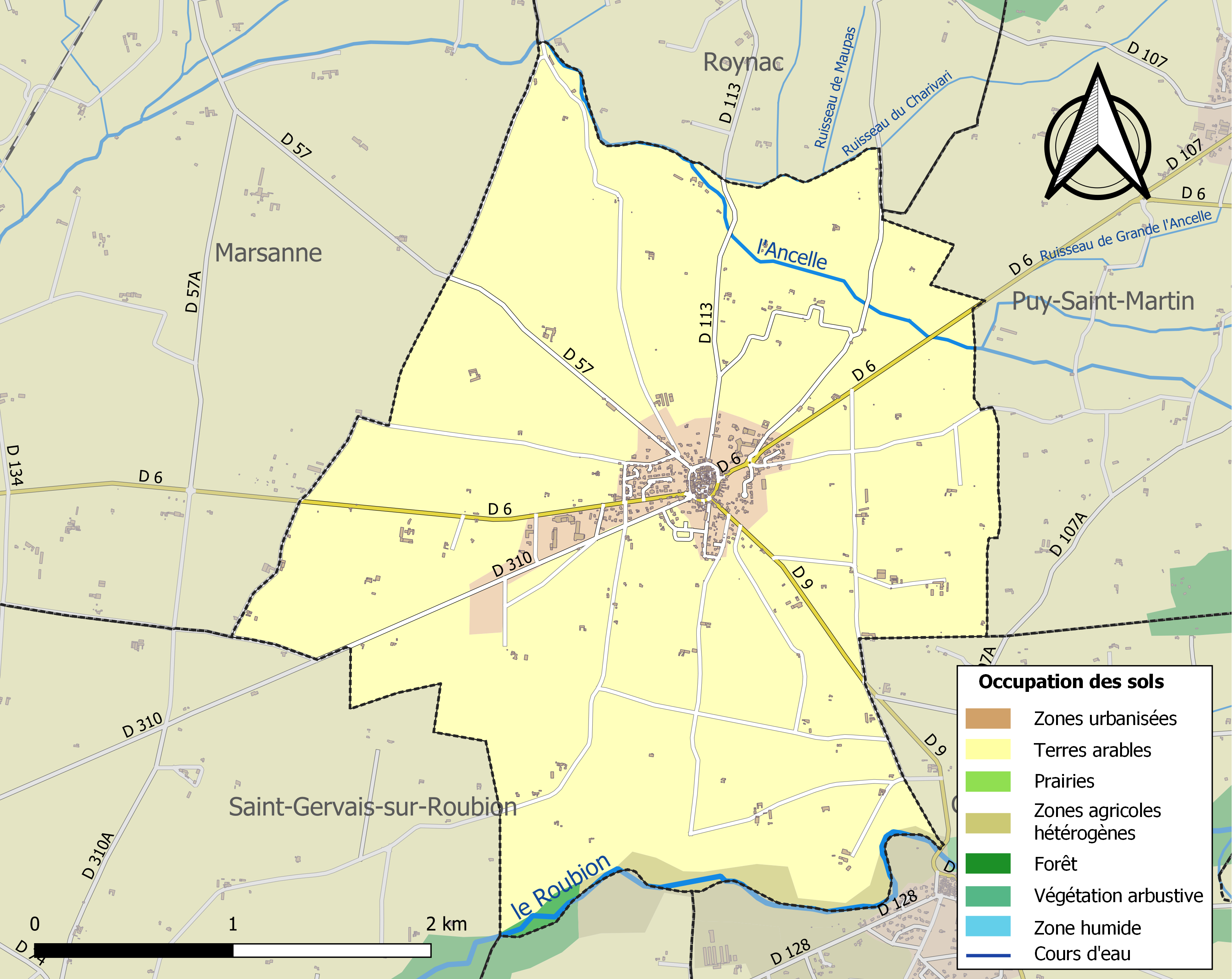
Kaart van de gemeente met belangrijkste infrastructuur, bodemgebruik en omliggende gemeenten

## Demografie
Onderstaande figuur toont het verloop van het inwonertal (bron: INSEE-tellingen).